# Jiang Zuobin

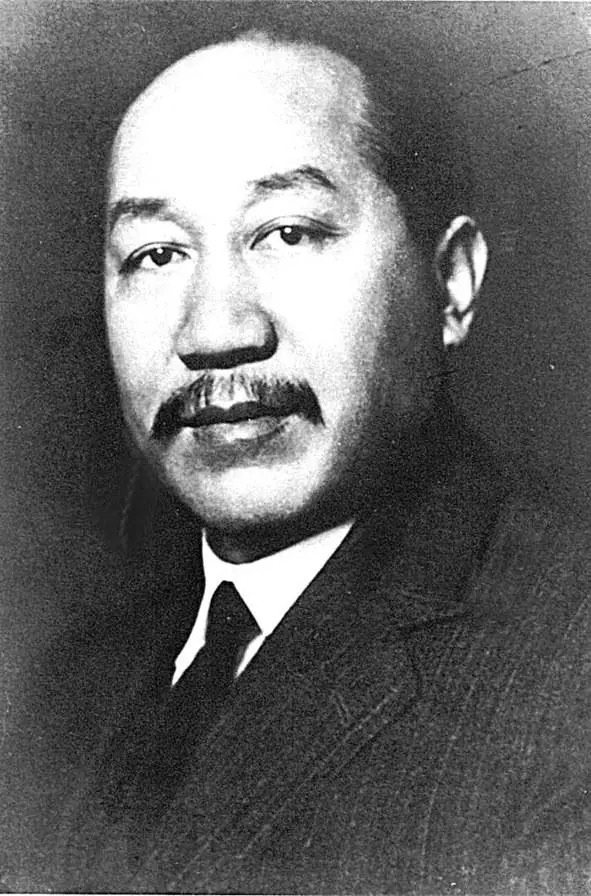
Jiang Zuobin

Jiang Zuobin (auch Chiang Tso-pin, chinesisch 蒋作賓; * 4. März 1884; † 24. Dezember 1942) war ein chinesischer Diplomat und von Anfang 1929 bis Ende 1931 Gesandter der Republik China in Deutschland. Jiang war der erste diplomatische Vertreter der chinesischen Regierung unter Chiang Kai-shek, nach der Anerkennung durch das Deutsche Reich am 17. August 1928.